# Rennsteigtunneln

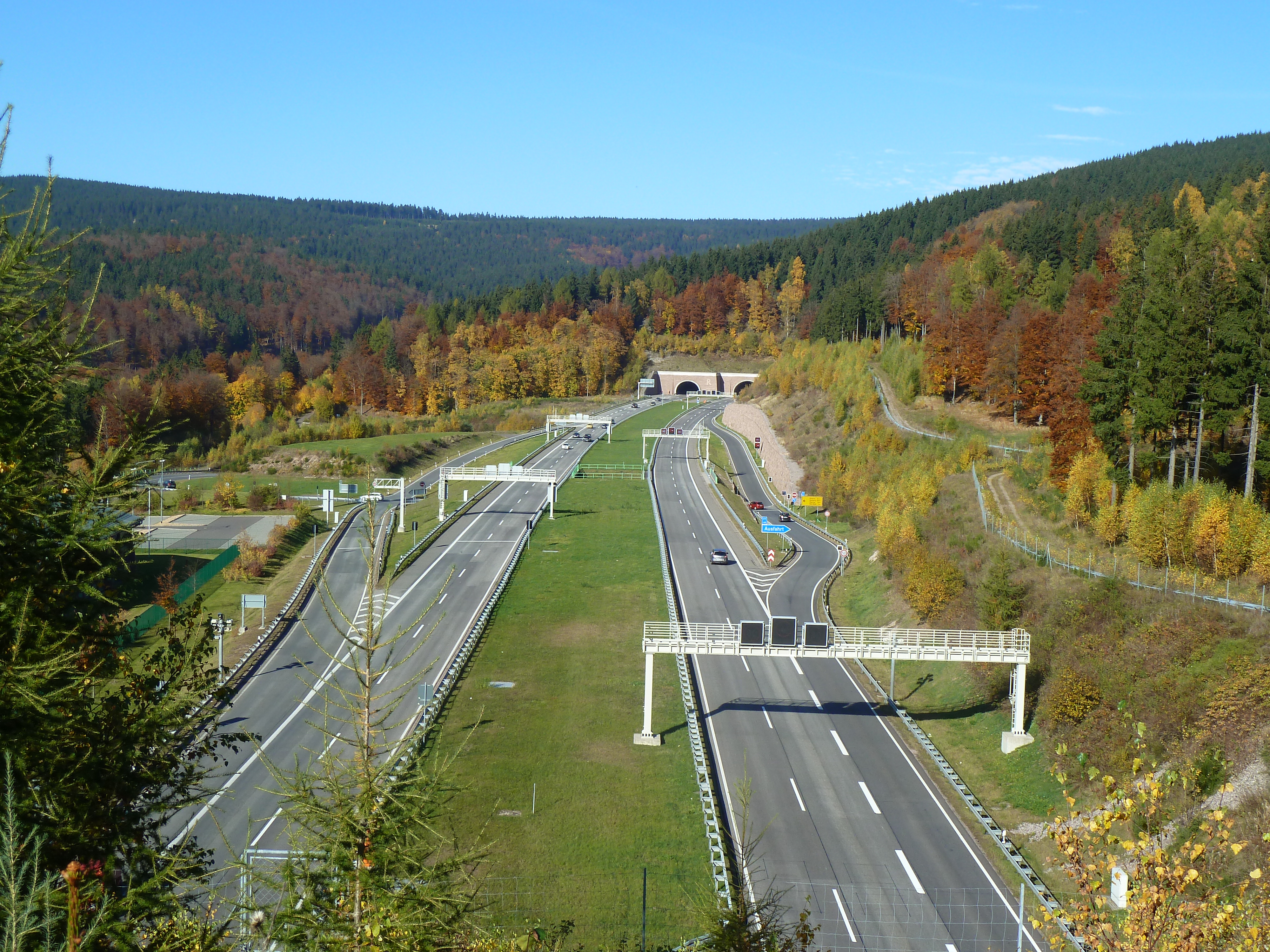
Rennsteigtunneln

Rennsteigtunneln (tyska: Rennsteigtunnel) är Tysklands längsta vägtunnel, 7 916 meter lång.
Tunneln är en del av motorvägen A71 mellan avfarterna Gräfenroda och Oberhof i Thüringen i mellersta Tyskland.
Tunneln byggdes mellan 26 juni 1998 och 5 juli 2003, då den invigdes av dåvarande förbundskansler Gerhard Schröder.